# Chermizy-Ailles
Chermizy-Ailles é uma comuna francesa na região administrativa de Altos da França, no departamento de Aisne. Estende-se por uma área de 10,95 km². Em 2010 a comuna tinha 108 habitantes (densidade: 9,9 hab./km²).